# Julleuchter
Julleuchter (pronunciación en alemán, [ˈjuːlˌlɔʏçtɐ]; "Linterna de Yule") o Turmleuchter ("linterna de la torre") son términos modernos utilizados para describir un tipo de candelabro de barro diseñado y fabricado en la Alemania nazi. Se entregó como condecoración para miembos de las Schutzstaffel desde 1936 hasta 1944.

## Artefacto sueco
El Julleuchter ubicado en el Museo Nórdico tiene una altura de 15 cm y una base de 8,2 cm al cuadrado.[cita requerida]
El candelabro tiene forma de corazón inciso y debajo de una abertura de seis rayos. Este artefacto fue descrito en 1888 en la revista del club literario sueco Runa (fundado por Johan August Strindberg), que comparó la ventana de seis rayos en su base con la forma de la runa h medieval; El artículo de 1888 atribuía una fecha del siglo XVI al objeto (la fecha más temprana de la introducción de velas en los hogares escandinavos).[cita requerida]
Hay varios especímenes sobrevivientes de este tipo de candelabro de Suecia. Un espécimen comparable se exhibió en el museo al aire libre de Skansen, basado en una fotografía guardada en el archivo estatal de Detmold.

## Misticismo germánico y simbolismo nacionalsocialista
El artículo de Runa llamó la atención de Herman Wirth debido a su supuesta "runa Hagal" (la ventana de seis rayos en su base) que lo mencionó en su Ura Linda Chronik, de donde pasó al misticismo germánico de la era nacionalsocialista. En un memorándum de 1936, Heinrich Himmler estableció una lista de días festivos aprobados, en parte supuestamente basados en tradiciones "paganas", incluido un "Julfest" destinado a reemplazar los ritos cristianos. El Julleuchter y otros símbolos también estaban destinados a servir de consuelo a las mujeres que, al haberse casado con las SS, tuvieron que renunciar al refugio espiritual y al servicio de su iglesia. El soldado de las SS recibió instrucciones de establecer un santuario que incluyera un Julleuchter en la esquina de una habitación de su casa.
Un artículo sobre el Julleuchter fue publicado en la revista alemana "Germanien" en diciembre de 1936. El autor argumentó que esta linterna de "milenios" debía usarse como "un recuerdo del Año de las Grandes Migraciones de la gente del norte". Otro artículo fue publicado en el periódico SS-Leitheft Jahrgang 7 Folge 8a. En 1939, el Julleuchter también fue mencionado en "Die Gestaltung der Feste im Jahres und Lebenslauf in der SS-Familie" (Celebraciones de la familia SS) por Fritz Weitzel. 
La información sobre el número de 1936 de la revista Germanien sobre el Julleuchter es en realidad de la revista posterior "Der Freiwillige". El artículo en "Der Freiwillige" informa que la revista Germanien es..., "el órgano oficial de la asociación alemana de herencia de antepasados, Berlín". La información dada en este último artículo es de la revista Germanien. 
Un número de 1936 de la revista Germanien afirmó que la linterna "milenaria" había sido utilizada como un recuerdo del "Año de las Grandes Migraciones" de la gente del norte y como la pequeña luz de la humanidad bajo las estrellas del cielo nocturno. Cuando se usa durante los 2 períodos del Solsticio del año, este es un símbolo de la victoria de la Luz sobre la Oscuridad, y también como una señal de Circulación Eterna. El Julleuchter representa una comunidad inseparable, su conciencia y actitud, y que se utilizó como un símbolo de la luz solar interminable. Además, la revista declaró que cuando se usó el Julleuchter durante las vacaciones de Yule (lo que ahora se conoce como Los 12 días de Navidad), se usan doce velas. Uno se usa cada noche que simboliza los doce meses, hasta el 31 de diciembre cuando brilla la "Luna de Julio". Esa noche se usa una decimotercera vela para el próximo mes de enero. Las velas siempre se queman debajo, pero en la última noche, la vela se transfiere nuevamente hacia arriba: este es el sol, que se derrama para regresar a la tierra desde la penumbra de otra paz.

## Uso en las SS de Himmler
El SS-Julleuchter se consideró tanto un premio como un trofeo de las Schutzstaffel alemanas que se entregó a los miembros de las SS desde aproximadamente 1936 hasta 1944 como condecoración de servicio. Fabricado por la empresa de porcelana Allach, el SS Julleuchter se presentó a cualquier miembro de las SS que participara en un Julfest. 
Originalmente, Heinrich Himmler tenía la intención de hacer del Julleuchter un obsequio estándar para todos los miembros de las SS y no hubo criterios adjuntos a su presentación. Por razones que no están del todo claras, al comienzo de la Segunda Guerra Mundial, el Julleuchter había comenzado a ser visto como una condecoración de las SS, y fue ingresado como tal en los registros del servicio de las SS una vez que se presentó el Julleuchter. Sin embargo, como el SS-Julleuchter se consideraba "no portátil" (al igual que la Copa de Honor de la Luftwaffe), no había una exhibición externa en un uniforme de las SS que indicara su presentación. 
Aparentemente, incluso cuando el Ejército Rojo avanzaba y la caída de Berlín estaba en el futuro previsible, el Julleuchter fue utilizado durante la condecoración de los voluntarios franceses en las Waffen-SS. Un soldado sobreviviente dijo: "A la luz de una vela encendida en un Julleuchter, un candelabro de Yule, que simboliza la luz del sol que nunca muere, Fenet decoró a varios camaradas con la Cruz de Hierro. Aunque simple, la ceremonia de esa noche parecía aún más extraordinaria".

### SSJulfest
No solo los regalos, sino toda la celebración debe estar llena de sorpresas para todos los miembros de la familia. El padre enciende la vela en el Jul-Leuchter, o 'Jul Earthenware Candlestick', de donde las velas del árbol obtienen su luz. [...] El Jul-Leuchter, presentado por el Reichsführer-SS Himmler al Hombre SS, es el símbolo más importante utilizado durante todo el año para conmemorar celebraciones y conmemoraciones. Su corazón recortado representa el hogar y el hogar, y la Runa Hagal paz a través de la victoria. A la medianoche, cuando se queman las velas del Árbol Yuletide, el Hombre de las SS pondrá el Jul-Leuchter sobre la mesa. El candelabro con su vela de un año se ha encendido en todas las celebraciones familiares del año pasado. Su vela se ha quemado y debería recibir una nueva esta noche. Así como nuestros antepasados nunca dejaron que el fuego sagrado de la cocina se apagara, nuestro Jul-Leuchter siempre debe tener una luz. Por lo tanto, se convierte en un símbolo de la luz solar que nunca muere. Todos se ponen muy pensativos cuando la vela vieja finalmente se quema y la nueva se coloca en su lugar". (De "Celebraciones de la familia SS" de Fritz Weitzel, 1939)

### Fabricación en la fábrica de Allach
En enero de 1936, el SS Porzellan Manufaktur Allach fue creado en Múnich bajo el control de Heinrich Himmler. Artistas conocidos se vieron obligados a participar. La producción de la fábrica incluyó más de 240 modelos de porcelana y cerámica. Debido a una rápida expansión, la fábrica no pudo cumplir los objetivos de producción, por lo que en octubre de 1937 una parte de la producción se trasladó al subcampo Allach operado por las SS del campo de concentración de Dachau. Originalmente, la fábrica de Allach fabricaba solo cerámica de arte, como platos, jarras y jarrones, pero en los años de la guerra también producían utensilios simples como recipientes para ungüentos y vajillas de cafetería.[cita requerida]
También se hicieron regalos especiales para los partidarios de las SS y se regalaron en cenas y otros eventos. A partir de 1941, civiles alemanes y unos 50 prisioneros del subcampo Allach del campo de concentración de Dachau se vieron obligados a producir arte y porcelana. El subcampo Allach de Dachau siguió siendo el lugar principal para la fabricación de porcelana, incluso después de que la fábrica original en la ciudad de Allach fuera modernizada y reabierta. La fábrica en la ciudad de Allach fue acondicionada para la producción de productos cerámicos como la cerámica doméstica. La caída del Tercer Reich puso fin a la fábrica de Allach. Las fábricas de Allach se cerraron en 1945 y nunca se reabrieron.[cita requerida]
La porcelana Allach hizo una variedad de candelabros que van desde elaborados candelabros barrocos dorados hasta el candelabro simple de porcelana blanca más básico. Se hicieron más candelabros que para otros artículos de Allach, lo que indica popularidad e interés entre los alemanes. Los diferentes estilos y el bajo costo (debido al trabajo esclavo) de los candelabros producidos en Allach permitieron que la mayoría de los alemanes de todas las clases los poseyeran.[cita requerida]
La fábrica de Allach depositó el diseño Julleuchter en la Oficina Imperial de Patentes de Berlín el 16 de enero de 1936. El Allach Julleuchter fue único ya que se hizo como pieza de presentación para que los oficiales de las SS celebraran el solsticio de invierno. Posteriormente se entregó a todos los miembros de las SS en la misma ocasión, el 21 de diciembre. Hecho de gres sin esmaltar, el Julleuchter fue decorado con los primeros símbolos germánicos paganos.[cita requerida]

### Significantes recipientes
- Hans Baur
- Amon Göth
- Otto Wächter
- Heinrich Himmler
- Ernst Kaltenbrunner
- Josef Albert Meisinger
- Oswald Pohl

## Uso contemporáneo

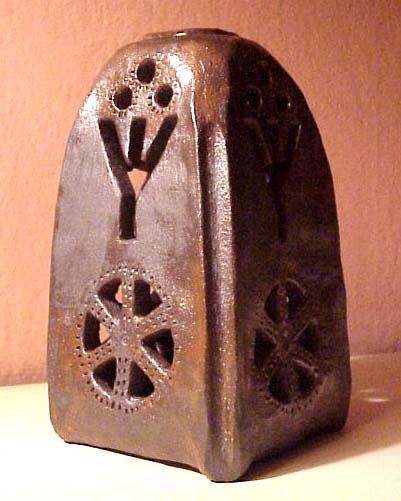
Julleuchter con la runa Elhaz en lugar del símbolo del corazón.

El Julleuchter se utiliza como objeto de culto en los círculos contemporáneos nacionalistas y de extrema derecha.